# Vărșand

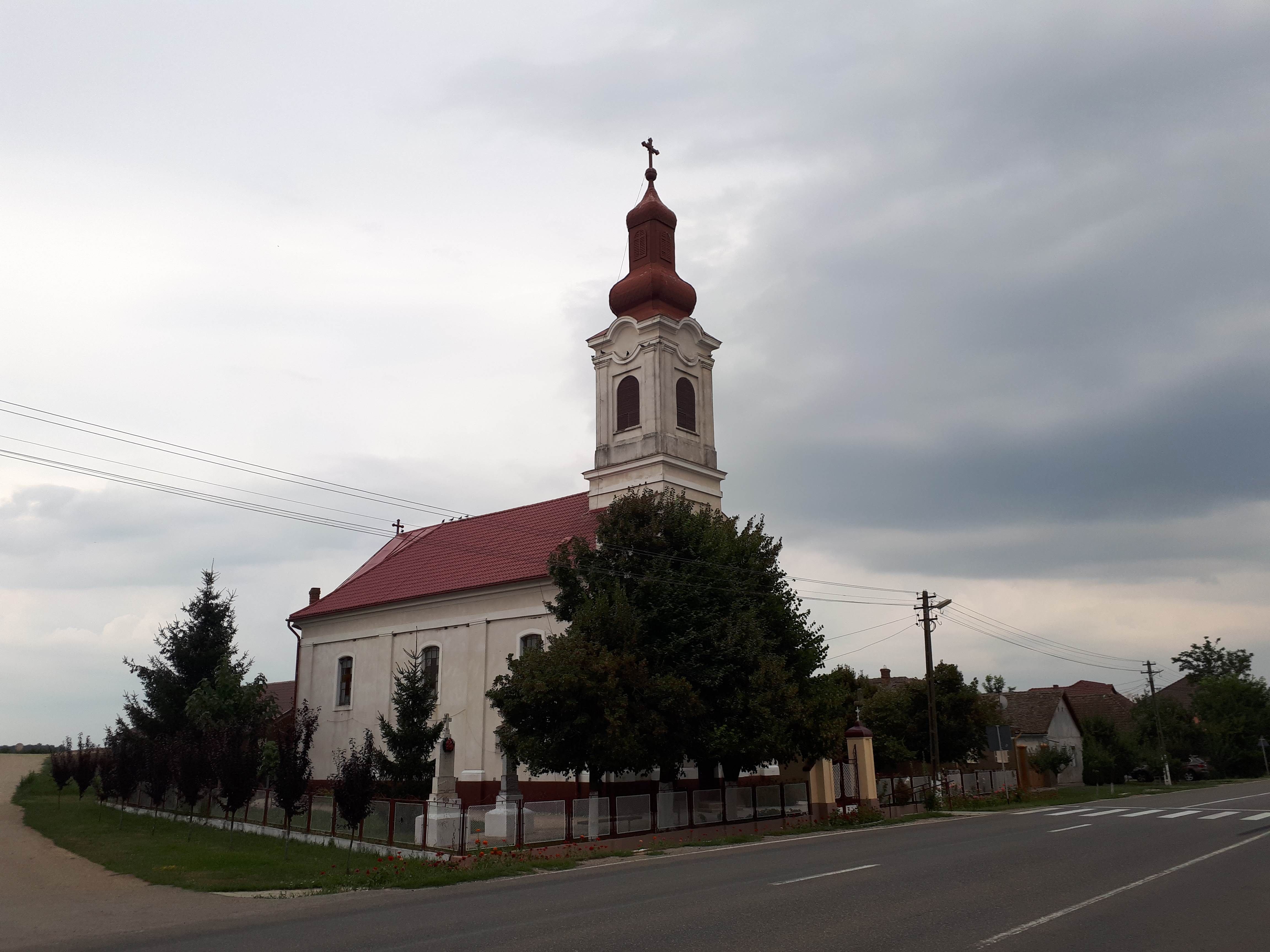
Römisch-katholische Kirche in Vărșand

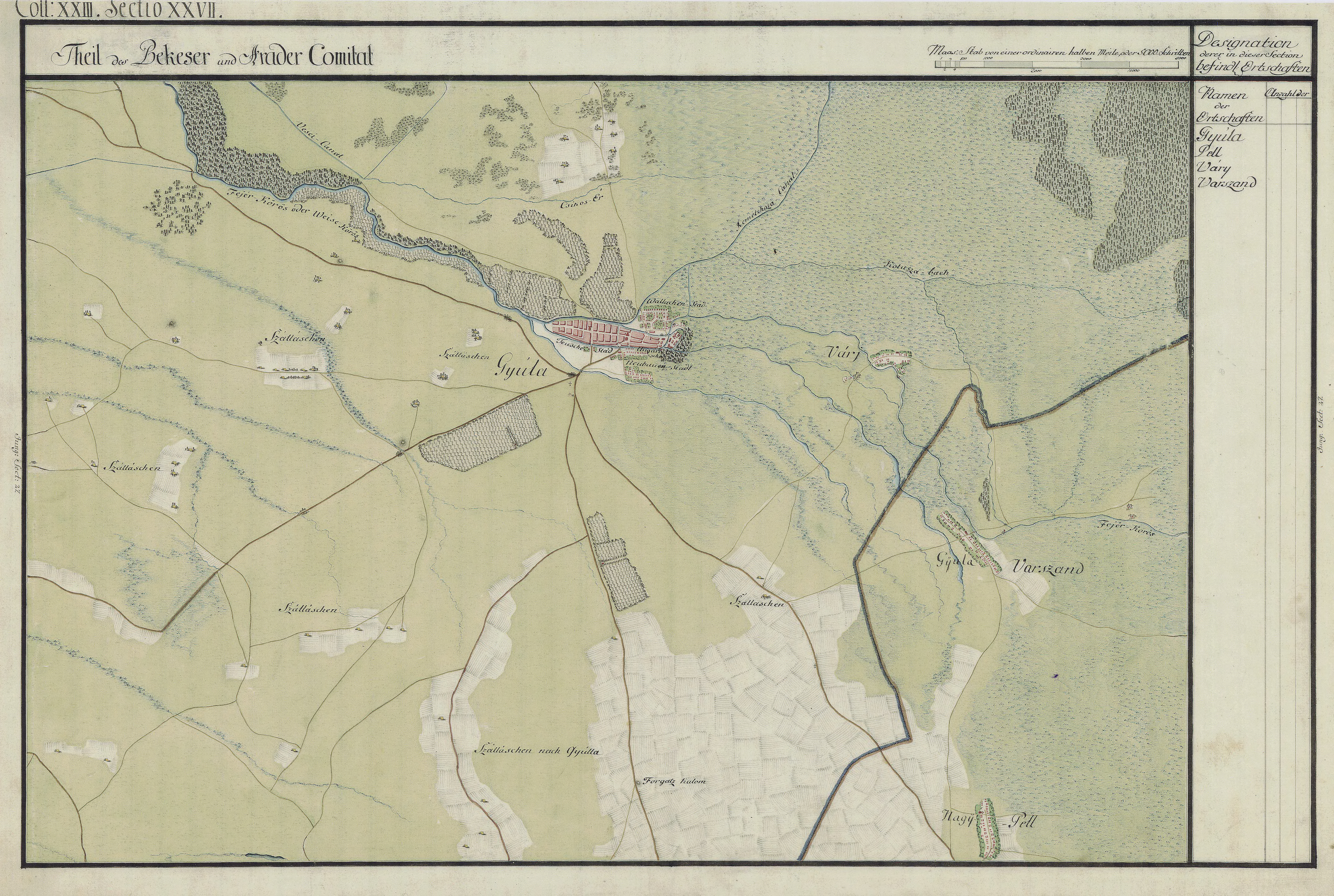
Josephinische Landaufnahme (1782–1785)

 Vărșand  (deutsch Varschand, ungarisch Gyulavarsánd) ist ein Dorf im Kreis Arad, im Kreischgebiet, im Westen Rumäniens. Das Dorf Vărșand  gehört zu der Gemeinde Pilu.

## Geografische Lage
Vărșand liegt im Nordwesten des Kreises Arad, an der Grenze zu Ungarn, in 25 km Entfernung von Chișineu-Criș und 65 km von der Kreishauptstadt Arad (Rumänien). Vărșand liegt an der Nationalstraße 79A. Hier befindet sich der Grenzübergang zu Ungarn Vărșand-Gyula.

## Nachbarorte
| Doboz | Sarkad                                      | Ciumeghiu     |
| Gyula | Kompassrose, die auf Nachbargemeinden zeigt | Zerind        |
| Elek  | Pilu                                        | Chișineu-Criș |

## Geschichte
Im Laufe der Jahrhunderte traten verschiedene Schreibweisen des Ortsnamens in Erscheinung. Eine erste urkundliche Erwähnung stammt aus dem Jahr 1304, als das Gut der Familie Wasyan erwähnt wird. 1332 war Marcus de Vossyan Gutsherr, 1338 Mathyas Wossana, 1369 Pete Vossyan, 1429 Kezep Wassan, 1479 Gywla Warsan. 1495 erscheint die Bezeichnung Varsan in den Zeitdokumenten, 1528 Wassan, 1553–1563 Warsany. Ab 1715 ist Gyula-Varsánd gebräuchlich. 1925 wird Varșand die offizielle Ortsbezeichnung.
Nach dem Frieden von Karlowitz (1699) kam Arad und das Maroscher Land unter österreichische Herrschaft, während das Banat südlich der Marosch bis zum Frieden von Passarowitz (1718) unter Türkenherrschaft verblieb. Auf der Josephinischen Landaufnahme ist Varszánd eingetragen.
Infolge des Österreichisch-Ungarischen Ausgleichs (1867) wurde das Arader Land, wie das gesamte Banat und Siebenbürgen, dem Königreich Ungarn innerhalb der Doppelmonarchie Österreich-Ungarn angegliedert. Die amtliche Ortsbezeichnung war Gyulavarsánd.
Der Vertrag von Trianon am 4. Juni 1920 hatte die Grenzregulierung zur Folge, wodurch Varșand an das Königreich Rumänien fiel.

## Bevölkerungsentwicklung
| 1880 | 2170 | 1604 | 536 | 20 | 10  |
| 1910 | 2802 | 2118 | 634 | 44 | 6   |
| 1930 | 2508 | 1988 | 503 | 11 | 6   |
| 1977 | 1295 | 1053 | 217 | 3  | 22  |
| 1992 | 867  | 684  | 130 | -  | 53  |
| 2002 | 945  | 711  | 116 | 1  | 117 |
| 2011 | 954  | 723  | 82  | 2  | 147 |